# Aden

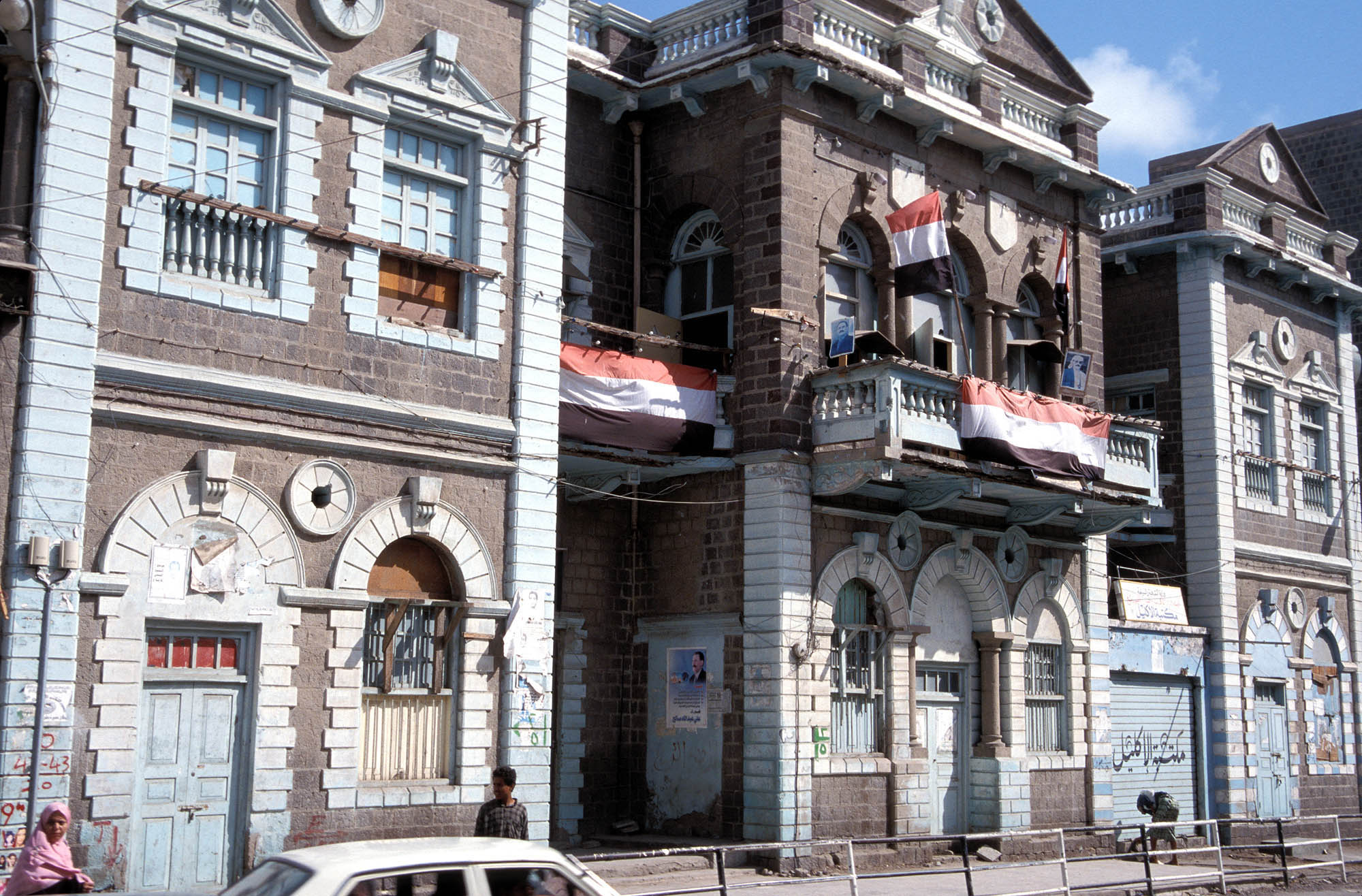
Straßenszene in Aden, 1999

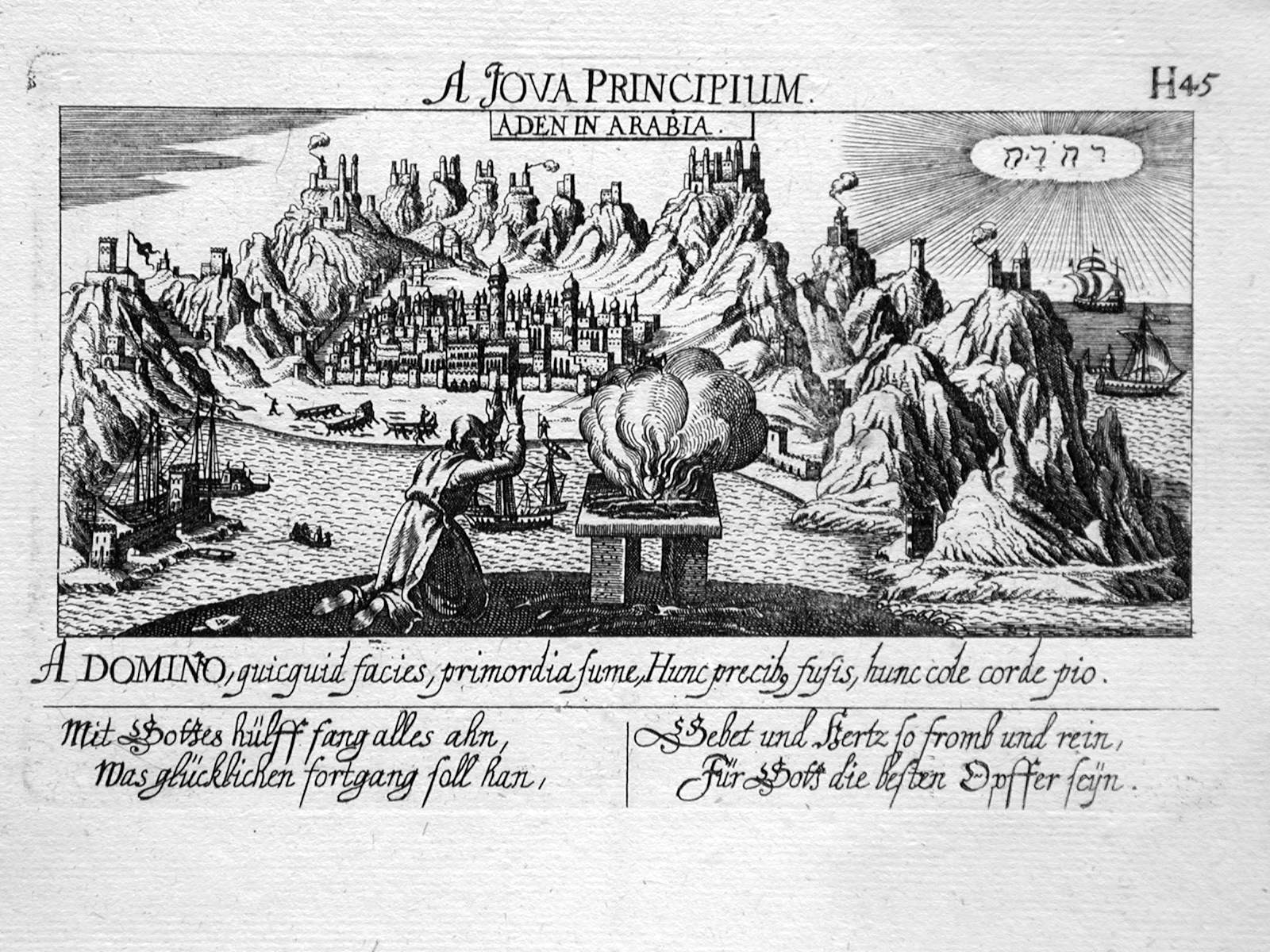
Aden auf einem Holzstich von Daniel Meisner (1638)

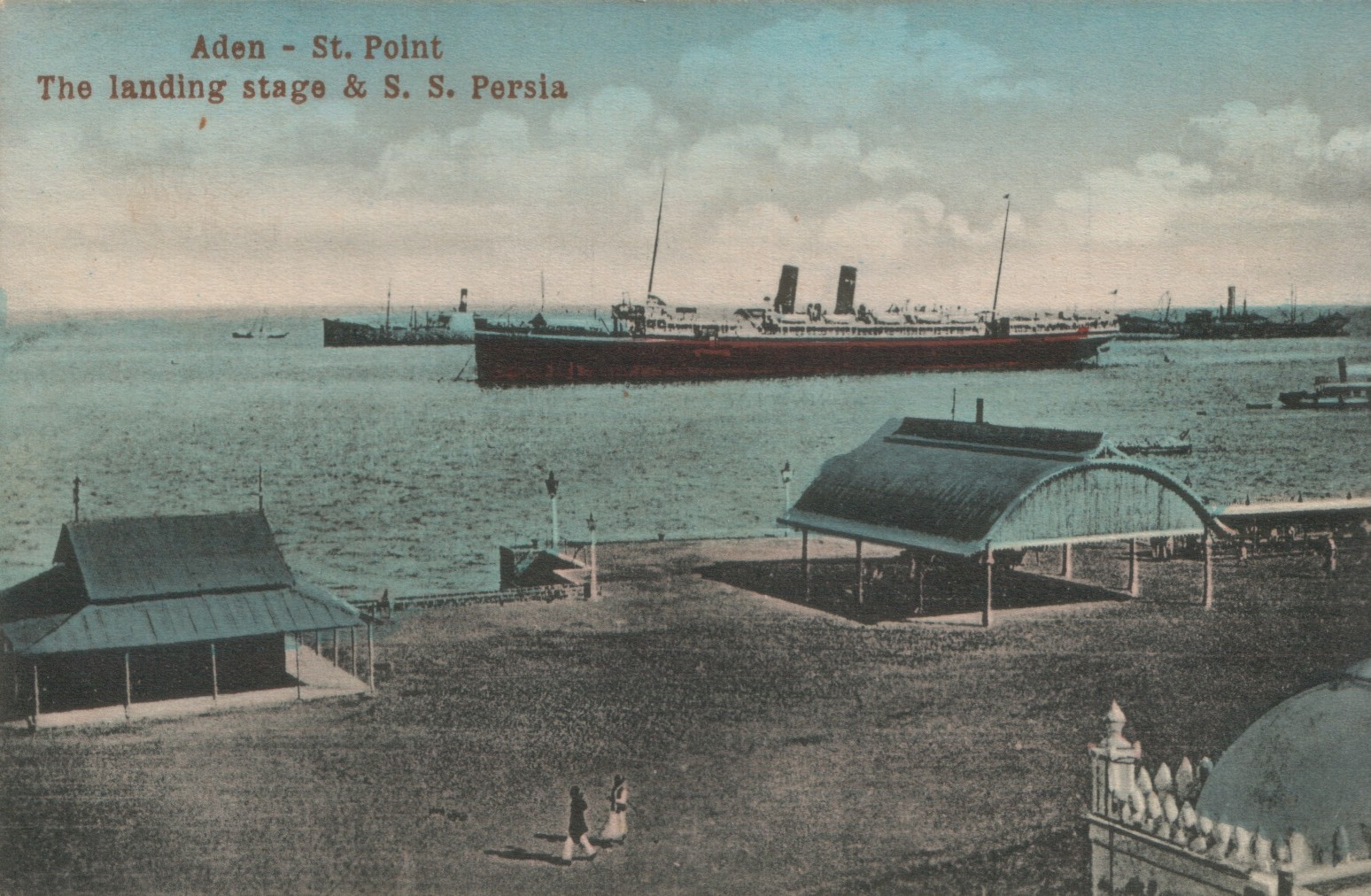
Hafen von Aden (um 1910)

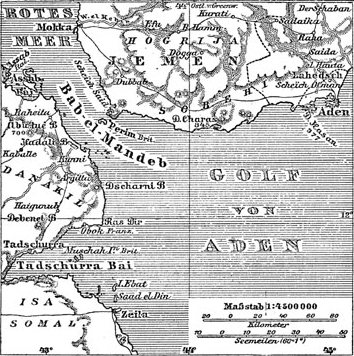
Historische Karte der Region (um 1888)

Aden (arabisch عدن, DMG ʿAdan [ˈʕɑdæn]) ist die viertgrößte Stadt im Jemen mit 568.704 Einwohnern. Von 1967 bis 1990 war sie die Hauptstadt der Demokratischen Volksrepublik Jemen. Am 21. März 2015 wurde Aden von Präsident Abed Rabbo Mansur Hadi zur Interimshauptstadt Jemens erklärt, da die Hauptstadt Sanaa von Huthi-Rebellen besetzt wurde.

## Geographie
Aden ist eine Hafenstadt am Golf von Aden. Weniger als 200 km westlich liegt der Bab al-Mandab, die Meerenge, die den Golf von Aden mit dem Roten Meer verbindet. Der älteste Teil der Stadt liegt in einem Vulkankrater und wird daher Kraytar genannt. Der Hafen wird überragt vom 517 Meter hohen Vulkan Dschebel Schamsan.

## Geschichte
Aden war schon im 8. Jahrhundert v. Chr. unter den antiken Reichen Ausan und Saba ein bedeutender Handelshafen. Nach einer Zeit des Niedergangs seit dem 3. Jahrhundert erlebte die Stadt seit dem 12. Jahrhundert unter den Ayyubiden und Rasuliden wieder einen großen wirtschaftlichen Aufschwung, als sie Umschlagplatz für den Handel zwischen Indien und Ägypten zur Zeit der Ayyubiden und Mamluken wurde. Nach Marco Polo sollen in Aden 80.000 Menschen gelebt haben.
Im 16. Jahrhundert begann mit der Verlagerung der Handelswege der Niedergang der Stadt. Am 26. Februar 1548 gelang es Piri Reis, das vom portugiesischen König Johann III. besetzte Aden für das Osmanische Reich zu erobern. Bis 1838 war die Einwohnerzahl auf 600 gesunken.
Am 16. Januar 1839 eroberte Großbritannien die auf einer Halbinsel gelegene Stadt, die seinerzeit ein noch unbedeutendes Dorf war. Sie wurde befestigt und zu einem bedeutsamen Kohlen- und Warendepot für Schiffe ausgebaut. Die strategische Bedeutung des Hafens, der mit Einführung der Dampfschifffahrt der einzige Tiefseehafen an der südarabischen Küste war, resultierte aus den Handelsbeziehungen nach Indien (Indienhandel). England unterstellte die Stadt der Regierung in Bombay, 1864 erhielt der örtliche Resident jedoch weitgehende Regierungsbefugnisse.
Seit Eröffnung des Sueskanals im Jahr 1869 stieg die Bedeutung der Stadt, da sich eine wichtige Flottenstation (zentraler britischer Militärstützpunkt) in der Stadt befand, die den Eingang des Roten Meeres hätte blockieren können. Auch als Handelshafen nahm Aden einen großen Aufschwung, und bald war der Hafen Steamer Point, 10 km von der Stadt entfernt, mit Durchgangs- und Zwischenhandel mit Kaffee, Häuten und Gummi der drittgrößte Seehafen seiner Zeit. Am 1. April 1937 wurde die Stadt in den Status einer eigenen Kronkolonie als „Kolonie Aden“ erhoben und aus der britischen Präsidentschaft Bombay in Indien herausgelöst. Zwischen 1963 und 1967 war Aden als „Staat Aden“ Teil der Südarabischen Föderation.
Die einst große jüdische Gemeinde Adens wurde im Zuge des Pogroms von 1947 vertrieben oder evakuiert. Zwar erlangte Aden mit dem Südjemen 1967 die Unabhängigkeit von Großbritannien und wurde auch Hauptstadt des neuen Staates, doch wurde im gleichen Jahr durch den Sechstagekrieg der Sueskanal blockiert, wodurch der Hafen von Aden für die internationale Seefahrt an Bedeutung verlor. Als der Sueskanal acht Jahre später wieder geöffnet wurde, hatten andere Hafenstädte die Rolle Adens übernommen.

## Stadtteile

### Tawahi
Tawahi (arabisch التواهي, DMG at-Tawāhī) gedieh während der britischen Kolonialzeit zum Nobelviertel der Stadt. Zum Viertel gehört auch „Steamer Point“, ein Kolonialhafen für Passagierschiffe und Tanker. Heute sind in diesem Stadtgebiet die meisten Touristenhotels angesiedelt.

### Crater
Crater (auch: Kraytar), (arabisch كريتر) ist der inoffizielle Name eines im Krater eines erloschenen Vulkans gelegenen Stadtteils Adens. Offiziell heißt der Stadtteil Ṣīra (Seera) (arabisch صيرة). Dieser Teil der Stadt beherbergt etwa 70.000 Einwohner und ist das alte Handelszentrum der Stadt.
In Crater liegen als historisch bedeutsame Sehenswürdigkeiten aus der himyarischen Zeit die Tawila-Zisternen. Ursprünglich wurden 53 Zisternen in den Berg geschlagen und durch ein System von Kanälen untereinander verbunden. Im Laufe der Jahrhunderte verfielen sie weitgehend und wurden mit Schutt und Abfällen gefüllt. Ab Mitte des 19. Jahrhunderts wurden sie auf Veranlassung britischer Kolonialbeamter teilweise wiederhergestellt, so dass heute 17 Zisternen das Regenwasser von bis zu 100.000 m³ aus dem Shamsan-Gebirgsmassiv sammeln können.

### Maʿallāʾ
In dem Stadtteil liegt der Großteil des Hafens und er liegt am Nordfuß des Vulkans. Die dortige Wirtschaft basiert fast ausschließlich auf der Funktion des Hafens als Handelszentrum für umliegende Staaten und als „Tankstelle“ für Schiffe. Kleinere Industrie wie Anlagen zur Gewinnung von Meersalz und Bootsbau haben sich in dem Stadtteil angesiedelt.

### Weitere Stadtteile
Weitere Stadtteile sind Khor Maksar mit dem Flughafen Aden sowie das schnell expandierende Shaykh Uthmān (Universitätsviertel und das Freihandelsgebiet „Aden Free Zone“ nebst Containerhafen).

## Terrorismus in Aden
Beim Pogrom von Aden 1947 wurde die historische Schild-des-Abraham-Synagoge zerstört.
Während der Entführung des Flugzeugs „Landshut“, die am 13. Oktober 1977 begann, war Aden der vorletzte Zwischenstopp der Entführer. Weil die Regierung Adens jegliche Interaktion mit Terroristen ablehnte, anders als es die Entführer planten, wurde die Startbahn durch die Regierung blockiert. Da die Landshut nur noch Treibstoff für 20 Minuten Flug hatte, waren die Piloten gezwungen, neben der Startbahn im Sand zu landen.
Am 12. Oktober 2000 machte der Zerstörer Cole im Hafen von Aden fest, um dort zu bunkern. Als er Treibstoff unweit der Anlegestellen aufnahm, nahm am Spätvormittag ein sprengstoffbeladenes Boot Kurs auf den Zerstörer und detonierte mittschiffs, auf Höhe der Maschinenräume und der Messe. Dadurch wurde ein rund neun mal zwölf Meter großes Loch in den Rumpf gerissen. 17 Angehörige der US Navy kamen durch den Anschlag ums Leben, 39 weitere wurden verletzt.
Am 18. Dezember 2016 sprengte sich ein Selbstmordattentäter in der Nähe einer Militärbasis in die Luft, wo sich Soldaten versammelt hatten, um ihren Sold abzuholen. Dadurch kamen mindestens 42 Menschen ums Leben.
Am 30. Dezember 2020 kam es am Flughafen Aden zu einer Explosion, bei der mindestens 22 Menschen getötet und 50 weitere verletzt wurden. Zur Explosion kam es kurz nach der Ankunft eines Regierungsflugzeugs mit Mitgliedern der neu gebildeten Regierung Jemens.

## Söhne und Töchter der Stadt
- Spiros Thomatos (1932–2012), griechischer Gitarrist
- Mohammed Basindawa (* 1935), jemenitischer Politiker
- Keith Vaz (* 1956), britischer Politiker
- Mukesh Ambani (* 1957), indischer Unternehmer
- Eddie Izzard (* 1962), britischer Komödiant und Schauspieler
- Jeppe Tranholm-Mikkelsen (* 1962), dänischer Diplomat, Generalsekretär des Rates der EU
- Reema Abdo (* 1963), kanadische Schwimmerin
- Christopher Steele (* 1964), britischer Geheimdienstmitarbeiter
- Claude Moraes (* 1965), britischer Europaabgeordneter
- Ahmad Awad bin Mubarak (* 1968), jemenitischer Politiker

## Klimatabelle
|                       | Jan  | Feb  | Mär  | Apr  | Mai  | Jun  | Jul  | Aug  | Sep  | Okt  | Nov  | Dez  |   |      |
| Mittl. Tagesmax. (°C) | 28,5 | 28,6 | 30,2 | 32,2 | 34,1 | 36,6 | 35,9 | 35,3 | 35,4 | 33,0 | 30,7 | 28,9 | ⌀ | 32,5 |
| Mittl. Tagesmin. (°C) | 22,6 | 23,2 | 24,0 | 25,6 | 27,7 | 28,8 | 28,0 | 27,5 | 27,8 | 24,6 | 23,2 | 22,9 | ⌀ | 25,5 |
|                       |      |      |      |      |      |      |      |      |      |      |      |      |   |      |
| Niederschlag (mm)     | 6    | 3    | 5    | 2    | 1    | 0    | 3    | 3    | 5    | 1    | 3    | 5    | Σ | 37   |
|                       |      |      |      |      |      |      |      |      |      |      |      |      |   |      |
| Sonnenstunden (h/d)   | 7,8  | 7,2  | 7,0  | 8,0  | 9,8  | 9,4  | 7,8  | 8,7  | 9,0  | 9,5  | 9,5  | 8,3  | ⌀ | 8,5  |
|                       |      |      |      |      |      |      |      |      |      |      |      |      |   |      |
| Wassertemperatur (°C) | 25   | 25   | 26   | 27   | 29   | 30   | 29   | 29   | 30   | 28   | 27   | 25   | ⌀ | 27,5 |
|                       |      |      |      |      |      |      |      |      |      |      |      |      |   |      |
| Luftfeuchtigkeit (%)  | 72   | 72   | 74   | 74   | 72   | 66   | 65   | 65   | 69   | 68   | 70   | 70   | ⌀ | 69,7 |

| 22,6 |

| 23,2 |

| 24,0 |

| 25,6 |

| 27,7 |

| 28,8 |

| 28,0 |

| 27,5 |

| 27,8 |

| 24,6 |

| 23,2 |

| 22,9 |

| 22,6 |

| 23,2 |

| 24,0 |

| 25,6 |

| 27,7 |

| 28,8 |

| 28,0 |

| 27,5 |

| 27,8 |

| 24,6 |

| 23,2 |

| 22,9 |